# Hải Hướng đạo
Hải Hướng đạo (Sea Scouts) là thành viên của Phong trào Hướng đạo quốc tế với điểm đặc biệt nổi bật là các hoạt động thiên về dưới nước như đi thuyền kayak, chèo thuyền, đi thuyền buồm. Tùy vào quốc gia và nước sẵn có, các hoạt động này thực hiện trên hồ, sông, hoặc biển trong các thuyền lớn hoặc nhỏ. Hải Hướng đạo có thể là một chương trình cho tất cả mọi Hướng đạo sinh hoặc chỉ dành riêng cho các Tráng sinh Hướng đạo. Hải Hướng đạo đem đến một dịp để đi thuyền buồm, du lịch bằng thuyền, học hàng hải, học cách sửa chữa máy tàu. Hải Hướng đạo thường tranh đua trong các cuộc đua thuyền.

## Lịch sử
Đệ nhất Nam tước Robert Baden-Powell trưởng thành luôn gợi nhớ về những mối liên hệ của gia đình ông với hải quân. Ông ngoại của ông là Đô đốc William Smyth. Năm 1872 lúc 15 tuổi, Robert Baden-Powell cùng đi với các anh em của ông trong một chuyến thám hiểm xuyên đất nước bằng thuyền xếp mở được. Họ ngũ trong lều và nấu ăn ngoài trời. Ít ngạc nhiên rằng B-P sau này có viết về cuộc đời của mình có nói rằng ông khởi sự đời trinh sát của mình như là một Hải Trinh sát.
Hải Hướng đạo có khởi đầu của nó tại một trại lửa trại tại Anh khi Robert Baden-Powell lên tiếng hy vọng rằng các Tráng sinh sẽ thích thú trong việc học hỏi về điều khiển thuyền và nghề đi biển. Ông nhấn mạnh đến nhu cầu đối với thanh niên là phải chuẩn bị cho mình để phục vụ những con thuyền của quốc gia mình. Hải Hướng đạo được Robert Baden-Powell giới thiệu với sự trợ lực của em trai ông là Warington Baden-Powell, một luật sư Bộ Hải quân Anh, thủy thủ, và người sáng tạo ra môn đi thuyền buồm nhỏ. Lord Baden-Powell đích thân tổ chức một cuộc cắm trại Hướng đạo tại Bucklers Hard ở Hampshire vào tháng 8 năm 1908 đánh dấu sự khởi sự Hải Hướng đạo mặc dù nó không được gọi tên chính thức như vậy cho đến năm 1912. Warington Baden-Powell viết sách chỉ nam "Hải Hướng đạo và Nghề đi biển cho nam" (Sea Scouting and Seamanship for Boys) năm 1910 với lời nói đầu là của Robert Baden-Powell. Sách được thanh niên ở Vương quốc Anh đón nhận nhiệt tính và chẳng bao lâu sau đó sách đã tìm đường đến phần còn lại của thế giới. Warington Baden-Powell cũng là tác giả của sách "Du lịch bằng thuyền: ghi chép về một chuyến viễn dương tại Baltic, và các mẹo nhỏ thực tế về việc đóng và sửa thuyền" (Canoe Travelling: Log of a Cruise on the Baltic, and Practical Hints on Building and Fitting Canoes London, Smith, Elder, 1871).

## Khắp thế giới
| Quốc gia               | Thành viên | Đoàn/Liên đoàn                               | Nhóm tuổi | Xem thêm                                                 |
| ---------------------- | ---------- | -------------------------------------------- | --------- | -------------------------------------------------------- |
| Argentina              |            |                                              |           |                                                          |
| Úc                     |            | 92                                           | 10-26     |                                                          |
| Áo                     |            | 4                                            | 10-20     | Pfadfinder und Pfadfinderinnen Österreichs               |
| Bahamas                |            |                                              |           |                                                          |
| Barbados               |            |                                              |           |                                                          |
| Bỉ                     | 3.100      | 27                                           | 6-18      |                                                          |
| Brasil                 |            |                                              |           |                                                          |
| Bulgaria               |            | ít nhất 1                                    |           |                                                          |
| Canada                 |            |                                              | 11-26     |                                                          |
| Croatia                |            | 7                                            |           |                                                          |
| Cộng hòa Síp           |            | 9                                            |           |                                                          |
| Cộng hòa Séc           | 3.300      | 166                                          |           |                                                          |
| Đan Mạch               | 3.800      |                                              |           |                                                          |
| Ai Cập                 |            |                                              |           |                                                          |
| Phần Lan               | 9.000      | ít nhất 100                                  |           |                                                          |
| Pháp                   | 1.700      |                                              |           |                                                          |
| Đức                    |            | 12                                           |           |                                                          |
| Gibraltar              |            | 1                                            |           |                                                          |
| Hy Lạp                 | 4.000      |                                              | above 7   | Soma Hellinon Proskopon (Nam Hướng đạo)                  |
| Hy Lạp                 | 4.000      | Soma Hellinikou Odigismou (Nữ đồng giáo dục) |           |                                                          |
| Hồng Kông              |            |                                              | 11-20     |                                                          |
| Iceland                |            | 1                                            |           |                                                          |
| Ấn Độ                  |            | ít nhất 1                                    | 10-26     |                                                          |
| Ireland                | 736        | 27                                           | 11-17     | Hải Hướng đạo (Ireland)                                  |
| Israel                 | 800        | 7                                            | 10-19     |                                                          |
| Ý                      | 500        | 30                                           |           |                                                          |
| Latvia                 | 90         | 5                                            | 11-16     |                                                          |
| Litva                  | 450        | 29                                           |           |                                                          |
| Monaco                 |            | 1                                            |           |                                                          |
| Montenegro             |            |                                              |           |                                                          |
| Hà Lan                 | 2.167      | 300                                          | 7-11      | Hướng đạo Hà Lan                                         |
| Hà Lan                 | 5.401      | 300                                          | 10-15     | Hướng đạo Hà Lan                                         |
| Hà Lan                 | 1.395      | 300                                          | 14-17     | Hướng đạo Hà Lan                                         |
| Hà Lan                 | 2.000      | 300                                          | 17-23     | Hướng đạo Hà Lan                                         |
| New Zealand / Aotearoa | 2.000      | 60                                           |           |                                                          |
| Na Uy                  | 1.700      | 26                                           |           |                                                          |
| Pakistan               |            |                                              |           |                                                          |
| Ba Lan                 |            | 72                                           | 10-20     |                                                          |
| Philippines            |            |                                              | 10-17     |                                                          |
| Bồ Đào Nha             | 600        | 15                                           |           |                                                          |
| România                | 100        | 2                                            |           |                                                          |
| Serbia                 |            |                                              |           |                                                          |
| Singapore              |            |                                              | 12-24     |                                                          |
| Slovakia               |            | 6                                            |           |                                                          |
| Nam Phi                |            |                                              |           |                                                          |
| Tây Ban Nha            |            | 1                                            |           |                                                          |
| Thụy Điển              | 7.000      | 80                                           |           |                                                          |
| Thụy Sĩ                | 150        | 1                                            | >6        | Pfadibewegung Schweiz                                    |
| Trinidad và Tobago     | 1893       | 18                                           | 11-21     |                                                          |
| Thổ Nhĩ Kỳ             |            |                                              |           |                                                          |
| Vương quốc Anh         | 10.000     | 400                                          | 10-14     | Hải Hướng đạo (Vương quốc Anh)                           |
| Vương quốc Anh         |            | 14-18                                        |           | Hải Hướng đạo (Vương quốc Anh)                           |
| Hoa Kỳ                 | 15.000     |                                              | 14-21     | Hải Hướng đạo (Hội Nam Hướng đạo Mỹ) Hội Nữ Hướng đạo Mỹ |
| Nam Tư                 |            |                                              |           |                                                          |

## Các hội nghị chuyên đề Eurosea
Eurosea là hội nghị chuyên đề về Nam và Nữ Hải Hướng đạo trong Vùng Hướng đạo châu Âu tổ chức cứ ba năm một lần. Mục đích và mục tiêu là làm sao để các hội Hướng đạo quốc gia chia sẻ ý tưởng và kinh nghiệm về cách phát triển Nam và Nữ Hải Hướng đạo hoặc các chương trình thiên về hoạt động dưới nước nói chung.
Các tham dự viên là các thành viên quốc gia hoặc là các đội của Vùng có trách nhiệm về Hải Hướng đạo hoặc phát triển các chương trình thiên về hoạt động dưới nước và các đại diện từ các hội quan tâm trong việc giới thiệu Hải Hướng đạo.
- Eurosea 1, 1985: Thessaloniki, Hy Lạp
- Eurosea 2, 1988: Harderhaven, Hà Lan
- Eurosea 3, 1992: Vässarö, Thụy Điển
- Eurosea 4, 1994: London, Vương quốc Anh
- Eurosea 5, 1997: Oslo, Na Uy
- Eurosea 6, 2000: Olsztynek, Ba Lan
- Eurosea 7, 2003: São Jacinto, Aveiro, Bồ Đào Nha
- Eurosea 8, 2006: Korpoo, Phần Lan